# Adonisea obliqua
Adonisea obliqua là một loài bướm đêm trong họ Noctuidae.